# Karl Aulock
Karl von Aulock (ur. 22 października 1771 r., zm. 3 maja 1830 r. we Wrocławiu) – niemiecki duchowny, biskup pomocniczy we Wrocławiu od 1743 roku.

## Życiorys
Uczęszczał do seminarium i otrzymał święcenia kapłańskie we Wrocławiu w 1795 roku. Początkowo pracował jako wikariusz w Wysokim Kościele, a następnie w Wierzbięcicach koło Nysy. W latach 1793–1810 i od 1812 roku zasiadał w kapitule katedralnej. W 1805 roku otrzymał rezydencję kanonicką, a pięć lat później został dziekanem kapituły kolegiackiej w Głogowie oraz oficjałem sądu kościelnego. Ponadto piastował urzędy: prokuratora szpitala św. Łazarza, magistra fabricae ecclesiae w katedrze i kolegiacie świętokrzyskiej, radcy wikariusza generalnego i prezesem drugiej instancji w sądzie duchownym. W 1825 roku awansował na dziekana i prałata kapituły katedralnej. W 1826 roku został mianowany przez papieża Leona XII sufraganem wrocławskim i biskupem tytularnym Marocco. Zmarł cztery lata później i został pochowany we wrocławskiej katedrze.